# Jelisaweta Gurjewna Lastotschkina
Jelisaweta Gurjewna Lastotschkina (russisch Елизавета Гурьевна Ласточкина; * 24. Maijul. / 5. Juni 1869greg. in Schuscha; † 1. Januar 1967 in Moskau) war eine russisch-sowjetische Gehörlosenpädagogin.

## Leben
Lastotschkina, Tochter eines Wirklichen Staatsrats (4. Rangklasse), besuchte das Kasaner Marienmädchengymnasium in der Pädagogik-Klasse mit Abschluss 1887 mit einer Goldmedaille.
1889 wurde Lastotschkina Lehrerin an der Kasaner Taubstummenschule, deren Leiterin sie 1893 wurde. 1894 reformierte sie den Unterricht. Lehrpläne wurden erstellt, und die handwerkliche Ausbildung und der Zeichenunterricht wurden eingeführt. Die mündliche Kommunikation wurde gelehrt. Auf der zweiten Tagung der Gehörlosenpädagogen im Rahmen des Kongresses für Technik- und Berufsausbildung 1903 trug Lastotschkina über Mimik vor, wobei sie die Wichtigkeit der Mimik und Gestik als Kommunikationsmittel betonte und gegen den Ausschluss dieser Mittel aus dem Unterrichtskanon plädierte. Auf dem Allrussischen Erziehungskongress 1910 forderte sie die Schulpflicht für Taubstumme, um sie auf ein unabhängiges Leben vorzubereiten.
Nach der Oktoberrevolution war Lastotschkina am Aufbau des neuen Bildungssystems beteiligt. In der Kasaner Taubstummenschule wurden neue Werkstätten und spezielle Unterrichtsräume eröffnet, und Sportunterricht wurde eingeführt. Ab 1931 leitete sie den Studienteil der Schule. Sie organisierte die Kasaner Taubstummengesellschaft. Auf dem Allrussischen Erziehungskongress 1938 setzte sie sich für die Erziehung der gehörlosen Kinder zum Lesen auch außerhalb der Schule und für die Herstellung entsprechender Bücher mit angepasstem Schwierigkeitsgrad ein.
Ab 1954 arbeitete Lastotschkina an der Kasaner Gehörlosenschule als Methodik-Beraterin.
Lastotschkina starb in Moskau. Ihre Urne wurde in Kasan auf dem Arskoje-Friedhof im Grab ihres Großvaters Protoiereus der Russisch-Orthodoxen Kirche G. I. Lastotschkin in der Kirche der Jaroslawler Wundertäter rechts neben dem Altar beigesetzt.
Die Kasaner Gehörlosenschule, die Lastotschkina durch den Ersten Weltkrieg, die Oktoberrevolution und den Deutsch-Sowjetischen Krieg geführt hatte, wurde Schwalbennest genannt (Latotschka = Schwalbe). Die Schule ist heute in einem modernen Gebäude untergebracht und trägt Lastotschkinas Namen. Auf dem Hof steht ihr Denkmal.

## Ehrungen, Preise
- Heldin der Arbeit (1936, 1938 abgelöst durch den Held der sozialistischen Arbeit)[1]
- Verdiente Lehrerin der RSFSR (1944)[1]
- Leninorden (zweimal)
- Orden des Roten Banners der Arbeit